# Carl Braun von Fernwald

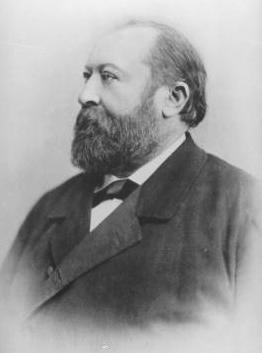
Carl Braun Ritter von Fernwald

Carl Braun, ab 1872 Braun Ritter von Fernwald (* 22. März 1822 in Zistersdorf (östlich von Wien), Niederösterreich; † 28. März 1891 in Wien; auch Karl von Braun-Fernwald oder Karl Ritter Braun von Fernwald) war ein österreichischer Geburtshelfer und Gynäkologe.

## Leben

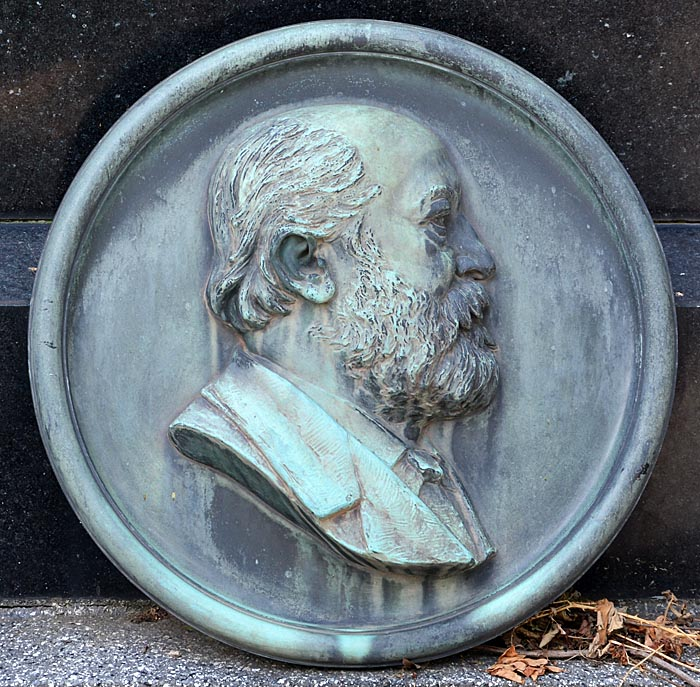
Relief am Grab des Hofrats Carl Braun von Fernwald auf dem Friedhof Dornbach in Wien

Carl Braun war der Sohn eines Arztes und studierte von 1841 bis 1846 Medizin an der Universität Wien. Nach dem Studium wurde Braun 1847 zum Dr. med. promoviert. Von 1849 bis 1853 war er als Nachfolger von Ignaz Semmelweis Assistent bei Johann Klein an der I. Geburtshilflichen Universitätsklinik in Wien. Er habilitierte sich 1853 und wurde Professor an der Hebammenlehranstalt in Trient.
1856 wurde er ordentlicher Professor in Wien und Vorstand der I. Geburtshilflichen Universitätsklinik. 1866/67 und 1870/71 war er Dekan sowie 1868/69 Rektor der Universität Wien.
1877 wurde er zum Hofrat ernannt und 1872 mit dem Adelsprädikat „von Fernwald“ in den Ritterstand erhoben.
1877 wurde die Braungasse in Wien-Hernals nach ihm benannt; 1894 wurde im Arkadenhof der Universität Wien ein Porträtrelief von Theodor Charlemont enthüllt.
Carl Braun Ritter von Fernwald ist der Großvater der Opernsängerin Jella Braun-Fernwald.

## Schriften
- Klinik der Geburtshilfe und Gynäkologie. Zusammen mit Johann Baptist Chiari und Joseph Späth. Erlangen 1855.
- Lehrbuch der Geburtshilfe mit Berücksichtigung der Puerperaprocesse und der Operationstechnik. Wien 1857.
- Lehrbuch der Gynäkologie. 2. Auflage. Wien 1881.